# Provincia de Gourma
Gourma es una de las 45 provincias de Burkina Faso, su capital es Fada N'gourma.

## Departamentos (población estimada a 1 de julio de 2018)
La provincia de Gourma está dividida en seis departamentos:
- Diabo 55,913
- Diapangou 39,329
- Fada N'Gourma 186,351
- Matiacoali 81,908
- Tibga 40,793
- Yamba 38,822